# Ihlegramma
Ihlegramma este un gen de molii din familia Sphingidae. Conține o singură specie, Ihlegramma ihlei, care este întâlnită în Laos.
Anvergura este de 87 mm.